# Horst Skoff
Horst Skoff (Klagenfurt, 22 agosto 1968 – Amburgo, 7 giugno 2008) è stato un tennista austriaco.

## Biografia
Nella sua carriera vinse 4 tornei in singolare e 2 in doppio raggiungendo la diciottesima posizione nelle classifiche mondiali.
Rappresentò per nove anni l'Austria in Coppa Davis, aiutando la propria squadra a raggiungere la semifinale della manifestazione nel 1990.
Prese parte a due edizioni olimpiche (1988, 1992), ma senza andare oltre il primo turno.
Morì nel giugno 2008 a soli trentanove anni, colpito da un infarto.

## Statistiche

### Singolare

#### Vittorie (4)
| Legenda                               |
| Grande Slam (0)                       |
| Tennis Masters Cup (0)                |
| ATP Super 9 (0)                       |
| ATP Championship Series (0)           |
| Grand Prix (2) / ATP World Series (2) |

| Numero | Data              | Torneo               | Superficie       | Avversario in finale | Punteggio          |
| 1.     | 20 giugno 1988    | Athens Open, Atene   | Terra rossa      | Bruno Orešar         | 6–3, 2–6, 6–2      |
| 2.     | 24 ottobre 1988   | Vienna Open, Vienna  | Sintetico indoor | Thomas Muster        | 4–6, 6–3, 6–4, 6–2 |
| 3.     | 17 settembre 1990 | Geneva Open, Ginevra | Terra rossa      | Sergi Bruguera       | 7–6, 7–6           |
| 4.     | 11 luglio 1993    | Swedish Open, Båstad | Terra rossa      | Ronald Agénor        | 7–5, 1–6, 6–0      |

#### Finali perse (7)
| Legenda                               |
| Grande Slam (0)                       |
| Tennis Masters Cup (0)                |
| ATP Super 9 (0)                       |
| ATP Championship Series (0)           |
| Grand Prix (3) / ATP World Series (4) |

| Numero | Data              | Torneo                   | Superficie  | Avversario in finale | Punteggio     |
| 1.     | 14 maggio 1989    | ATP German Open, Amburgo | Terra rossa | Ivan Lendl           | 4-6, 1-6, 3-6 |
| 2.     | 13 agosto 1989    | ATP Praga, Praga         | Terra rossa | Marcelo Filippini    | 5-7, 6-7      |
| 3.     | 24 settembre 1989 | Torneo Godó, Barcellona  | Terra rossa | Andrés Gómez         | 4-6, 4-6, 2-6 |
| 4.     | 22 ottobre 1990   | Vienna Open, Vienna      | Terra rossa | Anders Järryd        | 3-6, 3-6, 1-6 |
| 5.     | 16 giugno 1991    | ATP Firenze, Firenze     | Terra rossa | Thomas Muster        | 2-6, 7-6, 4-6 |
| 6.     | 16 settembre 1991 | Geneva Open, Ginevra     | Terra rossa | Thomas Muster        | 2-6, 4-6      |
| 7.     | 11 luglio 1994    | Swedish Open, Båstad     | Terra rossa | Bernd Karbacher      | 4-6, 3-6      |